# Codice Tudela

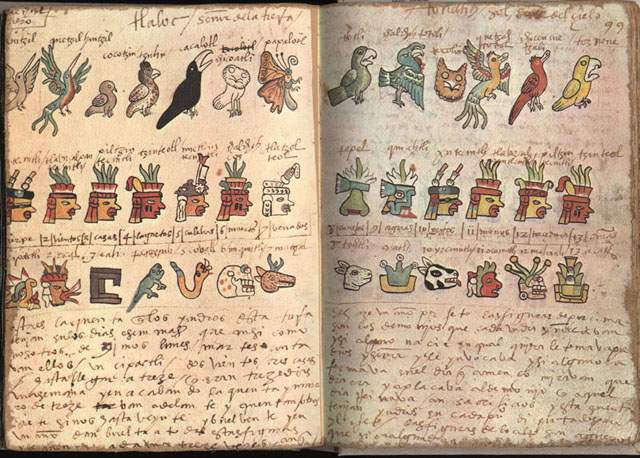
Folio 98 verso e 99 recto, che mostrano aspetti del calendario azteco: gli uccelli del giorno, i signori della notte e i segni del giorno.

Il Codice Tudela è un codice azteco miniato del XVI secolo. Si basa sullo stesso prototipo del Codice Magliabechiano, del Codice Ixtlilxochitl e di altri documenti del Gruppo Magliabechiano. 

## Storia
Poco si sa della sua storia. Il governo spagnolo acquistò il manoscritto quando venne riscoperto nel 1940, ed è ora detenuto dal Museo de América di Madrid. Suor José Tudela de la Orden, da cui prende il nome, lavorò al Museo de America e fece conoscere il codice agli studiosi. In spagnolo è talvolta chiamato Códice del Museo de América. 
Il Codice Tudela è un documento eseguito a metà del XVI secolo nel Centro del Messico durante la prima fase coloniale su carta vergata europea. Ha tre parti, Libro Indígena, Libro Pintado Europeo e Libro Escrito Europeo. La prima parte occupa le pagine da 11 a 125 ed è stata dipinta dagli scribi indigeni in uno stile preispanico intorno al 1540. Contiene informazioni iconografiche e di scrittura geroglifica riguardanti la religione messicana o azteca, tipi di calendario, rituali riguardanti malattie e morte, divinità degli ubriachi, ecc. Il codice è un documento religioso che descrive in dettaglio divinità, riti religiosi, cerimonie religiose, credenze cosmologiche, calendari e rituali riguardanti argomenti come la malattia e la morte.

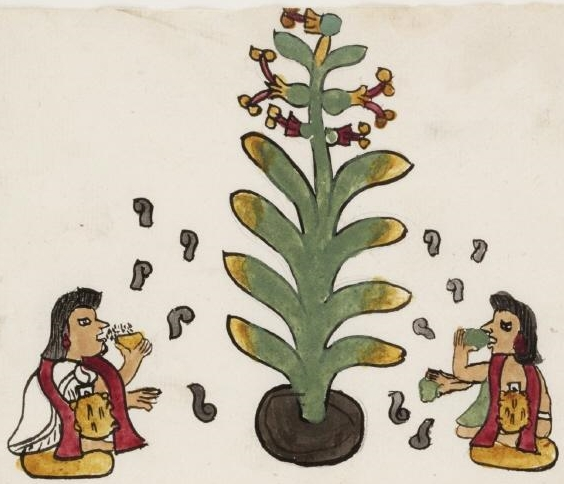
Codice Tudela f. 69r dettaglio